# Oveja Negra (cantante)
Oveja Negra (7 de abril de 1981, Guayaquil, Ecuador) es el nombre artístico del cantante ecuatoriano de música urbana Ronald Maquilón. Su carrera musical gira en torno a los géneros de rap, salsa urbana, salsa choke, tribal, reguetón, balada hip-hop, entre otros. Se dio a conocer junto al grupo Ecualízate.

## Primeros años
Ronald Maquilón nació el 7 de abril de 1981 en Guayaquil, Ecuador, y se crio en el sector del Guasmo Sur, cerca del sector denominado como La Cartonera. En sus primeros años se ganó el respeto de todos en el barrio donde formó su carácter y estilo original al momento de pensar, vestir, hablar y componer sus líricas. Sus deseos por desenvolverse en el ámbito artístico lo impulsaron a formar un grupo llamado La nueva generación, con el que realizaba presentaciones callejeras interpretando a Michael Jackson.

## Carrera
Luego de varios años con su primer grupo La nueva generación, en 1999 integra un nuevo grupo denominado Ecualízate, junto a Black Window (Danny Quintero) y DJ. Capulina (Gustavo Lindao) con el cual se dio a conocer en el medio artístico urbano, despuntando su carrera musical. Con el grupo lanzó su cuarto disco en 2006 llamado Madera de Guerrero, con 15 temas como Atrévete, Dale Dembow, Dale lento, Basta, Chucula, Dale palo, No pasa na, Tu quieres bailar y Esta noche.
En 2014 lanza su segunda producción discográfica como solista denominada El trigueño con 18 temas entre los cuales destacaron Rumbo al party y Le gusta el danzal.
En 2015 lanza su éxito La mujer de esta era, con una pequeña colaboración de la cantante Maesa, tema con el cual decide realizar salsa choke y el cual trata de una chica que nunca ha trabajado en su vida y solo le interesa los chicos adinerados que puedan darle cosas materiales, según Oveja Negra es una continuación de un tema de salsa urbana que lanzó en 2014 llamado La grilla.
En 2015 también realizó un videoclip con el artista dominicano Lápiz Consciente del tema colaborativo Sonido Claro, cuya locación fue en las calles Gómez Rendón y José Mascote, donde están ubicadas las casas colectivas.
En 2016 lanzó el tema Chilling junto al artista cubano Lázaro Rumbaut, tema que mezcla géneros musicales como el reguetón, mambo y soca, y el cual trata de una chica independiente, farandulera que lo tiene todo y que impone buena vibra. Ese mismo año lanza un tema de electro soca llamado Calor en conjunto con el artista cotopaxense Oward, mezclando sonidos electrónicos con instrumentos tradicionales.
Realizó el tema Fama & Money a ritmo de trapmusic en conjunto con Neblina y el dúo natural, Carlos El Matador y Mc Lesco.
.
En el 2020 colaboró con el artista estadounidense de origen ecuatoriano Mando el Pelado  en el tema Corito Sano .

## Vida personal
En el 2022 recibe el Premio Internacional Ánton de la mano de Michel Planchart y Jéssica Sinche como mejor artista Urbano del año.
En 2014, Oveja Negra contrajo matrimonio con María Fernanda Pincay, exmodelo del programa Haga negocio conmigo y bailarina de tecnocumbia, matrimonio el cual fue promocionado por la cadena televisiva Canal Uno, acaparando la atención de la prensa rosa de otras cadenas televisivas del país. El matrimonio finalmente fue transmitido en vivo el 1 de octubre por el programa BLN La Competencia, programa de baile en el cual ambos eran participantes. Tiempo después Oveja Negra y Mafer Pincay tuvieron una ruptura amorosa.